# Kabinett Yasuo Fukuda
Das Kabinett Fukuda regierte Japan vom 26. September 2007, nachdem Yasuo Fukuda am 25. September als Nachfolger von Shinzō Abe zum Premierminister gewählt worden war, bis zur Kabinettsumbildung vom 1. August 2008. Ihm gehörten 13 Abgeordnete des Shūgiin, drei des Sangiin sowie zwei Staatsminister an, die nicht Abgeordnete waren. 16 Staatsminister hatten bereits dem vorhergehenden Kabinett von Shinzō Abe angehört. Fukuda hatte nach Abes Rücktritt die Wahl zum LDP-Vorsitzenden am 23. September 2007 gegen Tarō Asō gewonnen.
Gleichzeitig mit der Amtszeit der Staatsminister begann die Amtszeit von zwei (ab 13. Februar 2008: drei) Sonderberatern des Premierministers, der stellvertretenden Kabinettssekretäre Matsushige Ōno, Mitsuhide Iwaki und Masahiro Futahashi sowie des Leiters des Legislativbüros des Kabinetts, Reiichi Miyazaki.
| Amt | Name                  | Bild                  | Partei  | Kammer  | Faktion     |
| --- | --------------------- | --------------------- | ------- | ------- | ----------- |
| Premierminister | Yasuo Fukuda          | Yasuo Fukuda          | LDP     | Shūgiin | (Machimura) |
| Staatsminister, die ein Ministerium leiten |                       |                       |         |         |             |
| Minister für Innere Angelegenheiten und Kommunikation zuständig für Regionalreform, Postprivatisierung                                                                               | Hiroya Masuda         | Hiroya Masuda         | —       | —       | —           |
| Justizminister | Kunio Hatoyama        | Kunio Hatoyama        | LDP     | Shūgiin | Tsushima    |
| Außenminister | Masahiko Kōmura       | Masahiko Kōmrua       | LDP     | Shūgiin | Kōmura      |
| Finanzminister | Fukushirō Nukaga      | Fukushirō Nukaga      | LDP     | Shūgiin | Tsushima    |
| Minister für Bildung, Kultur, Sport, Wissenschaft und Technologie | Kisaburō Tokai        | Kisaburō Tokai        | LDP     | Shūgiin | Yamasaki    |
| Minister für Gesundheit, Arbeit und Soziales | Yōichi Masuzoe        | Yōichi Masuzoe        | LDP     | Sangiin | —           |
| Minister für Landwirtschaft, Forsten und Fischerei | Masatoshi Wakabayashi | Masatoshi Wakabayashi | LDP     | Sangiin | Machimura   |
| Minister für Wirtschaft, Handel und Industrie | Akira Amari           | Akira Amari           | LDP     | Shūgiin | Yamasaki    |
| Minister für Land, Infrastruktur und Transport zust. für Tourismus und maritime Angelegenheiten                                                                                      | Tetsuzō Fuyushiba     | Tetsuzō Fuyushiba     | Kōmeitō | Shūgiin | —           |
| Umweltminister zust. für globale Umweltfragen | Ichirō Kamoshita      | Ichirō Kamoshita      | LDP     | Shūgiin | Tsushima    |
| Verteidigungsminister | Shigeru Ishiba        | Shigeru Ishiba        | LDP     | Shūgiin | Tsushima    |
| Chefkabinettssekretär |                       |                       |         |         |             |
| Chefkabinettssekretär zust. für die Entführungsfrage | Nobutaka Machimura    | Machimura Nobutaka    | LDP     | Shūgiin | Machimura   |
| Staatsminister ohne Ministerium |                       |                       |         |         |             |
| Vorsitzender der Nationalen Kommission für Öffentliche Sicherheit Staatsminister für Katastrophenschutz, Lebensmittelsicherheit                                                      | Shin’ya Izumi         | Shin’ya Izumi         | LDP     | Sangiin | Nikai       |
| Staatsminister für Angelegenheiten von Okinawa und der Nördlichen Territorien, Deregulierung, Lebensqualität, Wissenschaft und Technologie zust. für Verbraucherschutz und Raumfahrt | Fumio Kishida         | Fumio Kishida         | LDP     | Shūgiin | Koga        |
| Staatsminister für den Finanzsektor, Verwaltungsreform, Reform des Beamtentums | Yoshimi Watanabe      | Yoshimi Watanabe      | LDP     | Shūgiin | —           |
| Staatsministerin für Wirtschafts- und Steuerpolitik | Hiroko Ōta            | Hiroko Ōta            | —       | —       | —           |
| Staatsministerin für die Bekämpfung des Geburtenrückgangs und für Geschlechtergleichstellung                                                                                         | Yōko Kamikawa         | Yōko Kamikawa         | LDP     | Shūgiin | Koga        |

Anmerkung: Der Premierminister gehört während seiner Amtszeit offiziell keiner Faktion an.